# レコンカボ・ダ・バイーア連邦大学
レコンカボ・ダ・バイーア連邦大学（レコンカボ・ダ・バイーアれんぽうだいがく、ポルトガル語: Universidade Federal do Recôncavo da Bahia, UFRB）は、ブラジルのバイーア州にある大学。クルス・ダス・アルマスにメインキャンパスを置くほか、アマルゴサ、カショエイラ、サント・アントニオ・デ・ジェズス、フェイラ・デ・サンタナ、サント・アマーロの各都市にもキャンパスがある。
2005年に法令第11151号によって設立された。